# Forest National
Forest National (em holandês:Vorst Nationaal) é uma arena multi-uso localizada em Forest, uma comuna situada em Bruxelas, Bélgica. Ela é utilizada para shows e diversos eventos esportivos. Passou por duas renovações desde sua inauguração: a primeira em 1995, com o objetivo de aumentar sua capacidade e melhorar os sistemas de som e iluminação. A segunda ocorreu em 2014, pouco depois do grupo Sportpaleis assumir as operações do local, dessa vez, com a implantação de numerações nos assentos. Dependendo do evento, pode receber de 2.500 a 8.000 pessoas, de acordo com a Associação de Arenas Europeias.